# 3669 Vertinskij
3669 Vertinskij är en asteroid i huvudbältet som upptäcktes den 21 oktober 1982 av den ryska astronomen Ljudmila Karatjkina. Asteroidens preliminära beteckning var 1982 UO7. Den fick senare namn efter den rysk-sovjetiske kulturpersonligheten Aleksandr Vertinskij.
Den tillhör asteroidgruppen Flora.
Vertinskijs senaste periheliepassage skedde den 23 december 2023.